# 21 at 33
21 at 33 er det fjortende studiealbum af den britiske sanger Elton John, udgivet den 13. maj 1980. Albummet blev indspillet i Nice, Frankrig i august 1979 og derefter i Los Angeles, Californien fra januar til marts 1980. Titlen kommer fra det faktum at det var Elton Johns 21. album i alt i en alder af 33 år.
Johns trommeslager Nigel Olsson og bassist Dee Murray, genforenet med ham for en sang. Hans keyboardspiller James Newton Howard tilbage og udføres på næsten alle spor ligesom i albums Rock of the Westies og Blue Moves. Andre musikere inkluderet medlemmer af The Eagles og Toto, samt et medlem fra Herman's Hermits.
Albummet indeholder tre singler, herunder "Little Jeannie" som var et storte hit og nåede førstepladsen i både USA og Canada. I USA blev også albummet certificeret guld af Recording Industry Association of America.

## Sporliste
| #  | Titel                               | Sangskriver(e)            | Længde |
| -- | ----------------------------------- | ------------------------- | ------ |
| 1. | "Chasing the Crown"                 | Elton John, Bernie Taupin | 5:31   |
| 2. | "Little Jeannie"                    | John, Gary Osborne        | 5:09   |
| 3. | "Sartorial Eloquance"               | John, Tom Robinson        | 4:45   |
| 4. | "Two Rooms at the End of the World" | John, Taupin              | 5:39   |
| 5. | "White Lady White Powder"           | John, Taupin              | 4:31   |
| 6. | "Dear God"                          | John, Osborne             | 3:44   |
| 7. | "Never Gonna Fall in Love Again"    | John, Robinson            | 4:06   |
| 8. | "Take Me Back"                      | John, Osborne             | 3:51   |
| 9. | "Give Me the Love"                  | John, Judie Tzuke         | 5:22   |

## Musikere
- Elton John – vokal, piano
- Nigel Olsson – tromme
- Alvin Taylor – tromme
- Reggie McBride – basguitar
- Richie Zito – guitar
- Steve Lukather – guitar
- James Newton Howard – keyboard
- David Paich – orgel
- Clive Franks – slagtøj

## Hitlisteplaceringer
| Hitliste (1980)                  | Placering |
| -------------------------------- | --------- |
| Australien (Kent Music Report)   | 7         |
| Canada (RPM Albums Chart)        | 10        |
| Frankrig (SNEP)                  | 3         |
| Tyskland (Media Control Charts)  | 21        |
| Italien (Hit Parade Italia)      | 9         |
| Japan (Oricon)                   | 56        |
| Nederlandene (MegaCharts)        | 41        |
| New Zealand (RIANZ)              | 3         |
| Norge (VG-lista)                 | 6         |
| Sverige (Sverigetopplistan)      | 26        |
| Storbritannien (UK Albums Chart) | 3         |
| USA (Billboard 200)              | 3         |

## Certificeringer og salg
| Land                  | Certificering | Salg    |
| --------------------- | ------------- | ------- |
| Canada (Music Canada) | Guld          | 50.000  |
| Frankrig (SNEP)       | Guld          | 175.500 |
| USA (RIAA)            | Guld          | 500.000 |